# Feuerlilie

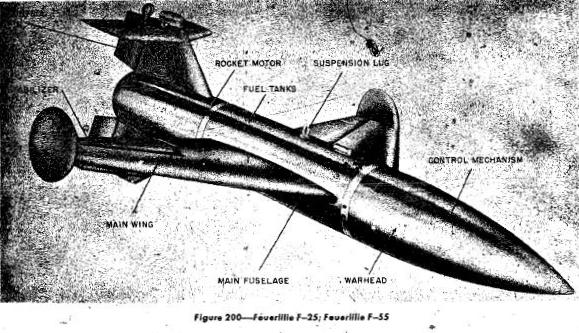
Esquema do míssil Feuerlilie

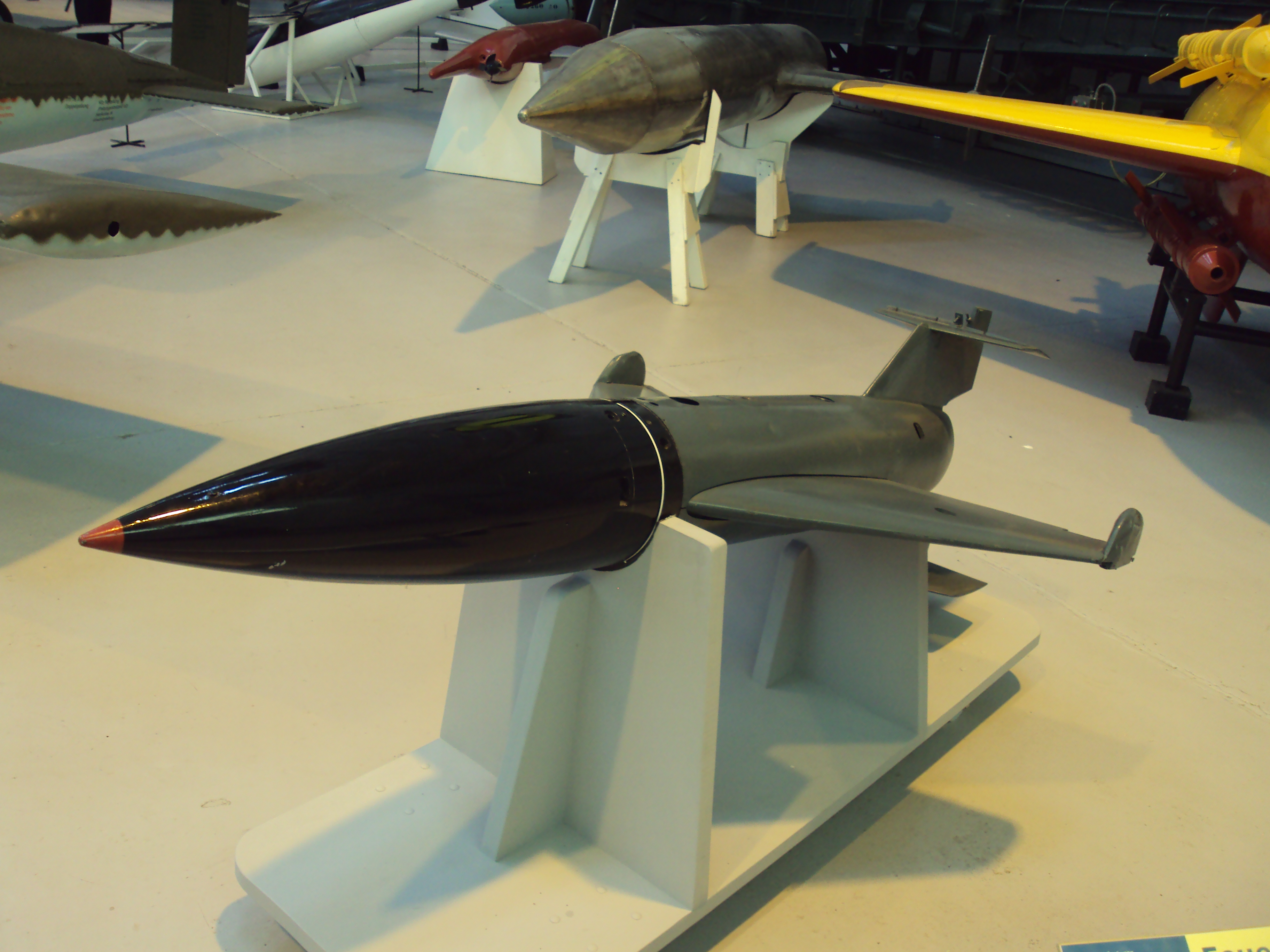
Um exemplar no RAF Museum Cosford

Feuerlilie foi um míssil antiaéreo terra-ar alemão durante a Segunda Guerra Mundial. Foi desenvolvido a partir de 1940, contudo, o seu desenvolvimento foi posto de lado devido a problemas no sistema de controlo do míssil. Em Janeiro, esta ideia já havido sido abandonada a favor de ideias mais promissoras. Foi construído e testado em Rheinmetall-Borsig e teve duas versões: a F-25 com um diâmetro de 25 cm e o F-55 com 55 cm de diâmetro.